# Charles R. Middleton
Charles R. Middleton từng là Chủ tịch của Đại học Roosevelt từ năm 2002 đến 2015 khi ông nghỉ hưu.

## Tiểu sử
Middleton tốt nghiệp với bằng cử nhân tại Đại học bang Florida. Ông nhận bằng thạc sĩ và tiến sĩ tại Đại học Duke.
Ông từng là phó hiệu trưởng về các vấn đề học thuật tại hệ thống Đại học Maryland, hiệu trưởng và phó chủ tịch về các vấn đề học thuật tại Đại học bang Bowling Green, và trưởng khoa khoa học và nghệ thuật tại Đại học Colorado tại Boulder. Năm 2002, ông trở thành Chủ tịch của Đại học Roosevelt.
Ông là thành viên của Hiệp hội lịch sử Hoàng gia, Hiệp hội lịch sử Hoa Kỳ, Hội nghị Bắc Mỹ về nghiên cứu của Vương quốc Anh trong số những người khác.
Ông phục vụ trong Hội đồng của Hội đồng Giáo dục Hoa Kỳ và Liên đoàn các trường đại học và cao đẳng độc lập Illinois. Ông cũng đã được tham gia với Hiệp hội các trường đại học và cao đẳng độc lập quốc gia, ủy ban đấu thầu Olympic Chicago 2016, Liên minh Chicago Loop, viện Roosevelt, trung tâm Halsted, ủy ban khu vực trung tâm Chicago, ủy ban kế hoạch gần miền Nam, điểm quỹ và hội đồng tư vấn cộng đồng của Bảo tàng lịch sử Chicago, câu lạc bộ kinh tế Chicago, câu lạc bộ điều hành, câu lạc bộ thương mại Chicago, Equality Illinois và Chiến dịch nhân quyền. Ông phục vụ trong Hội đồng quản trị của SAGE USA và PFLAG National. Ông là người ký kết Sáng kiến Amethyst. Từ 2015-2017, ông là Chủ tịch Hội đồng Quản trị của Trường Cao đẳng Thành phố Chicago.
Ông là người đồng tính công khai. Vào tháng 11 năm 2006, Tiến sĩ Middleton đã được bầu vào Hội trường danh vọng Chicago Gay và Lesbian. Vào mùa xuân năm 2010, ông đã đưa ra địa chỉ chính tại hội thảo "25 năm sau: LGBT trong giáo dục đại học" tại Đại học Texas A&M, kỷ niệm 25 năm quyết định pháp lý buộc Texas A&M công nhận dịch vụ sinh viên đồng tính là một tổ chức sinh viên chính thức.